# گوتلیب فون یاگوو
گوتلیب فون یاگو (آلمانی: Gottlieb von Jagow; ۲۲ ژوئن ۱۸۶۳ – ۱۱ ژانویهٔ ۱۹۳۵) دیپلمات اهل آلمان بود.
او از ژانویه ۱۹۱۳ تا ۱۹۱۶ وزیر امور خارجه آلمان بود.